# Liste des propriétaires et éleveurs de sport hippique

## Arabie saoudite
- Khalid Abdullah

## Émirats arabes unis
- Écurie Godolphin
- Maktoum ben Rachid Al Maktoum
- Mohammad ben Rached Al-Maktoum dit Cheikh Mo

## États-Unis
- Stanley Dancer

## France
- Marcel Boussac
- Louis Decazes (1889-1941)
- Charles Étienne Gustave Le Clerc de Juigné et Auguste Louis Albéric d'Arenberg : Bois-Rouaud (Loire-Inférieure)
- Aga Khan III
- Prince Ali Khan
- Karim Aga Khan IV
- Jean-Luc Lagardère
- Frédéric Lagrange
- Guy de Rothschild / Haras de Méautry
- Omar Shariff
- Daniel Wildenstein
- Peter Brant
- Antoine Griezmann
- Gilles Barbarin

## Grèce
- Stávros Niárchos